# Molnia (satélite)

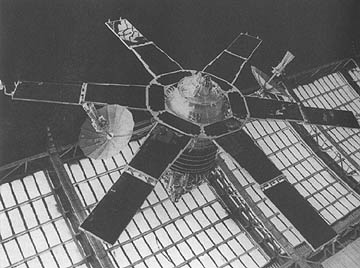
O satélite Molnia 1.

Molnia, em russo Молния que significa "Relâmpago", foi a designação de uma série de satélites de comunicação para uso militar, lançados pela União Soviética. Com 37 lançamentos entre 1964 e 1975.
Esse foi o primeiro satélite de comunicação soviético, a usar uma órbita elíptica de excentricidade alta, perigeu de 450-600 km e apogeu de 40.000 km, inclinação de +63,4° e período de 718 minutos (12 horas), mais tarde batizada como Órbita Molnia. Esse tipo de órbita permitia que eles atuassem nas regiões polares por longos períodos.

## Operação
Com as características da órbita Molnia, esses satélites se moviam em órbitas de período aproximado de 12 horas, e, quando próximos do apogeu, sua velocidade orbital angular era síncrona com a rotação da Terra. Usando três a quatro satélites, era possível manter uma cobertura contínua para as regiões de alta latitude, que são problemáticas para satélites em órbitas geoestacionárias.
Esses satélites foram usados em missões de telecomunicação, tanto militares quanto civis, com capacidade para um sinal de televisão SECAM (em cores) ou 60 canais para telefone, telégrafo ou fax. 

## Características

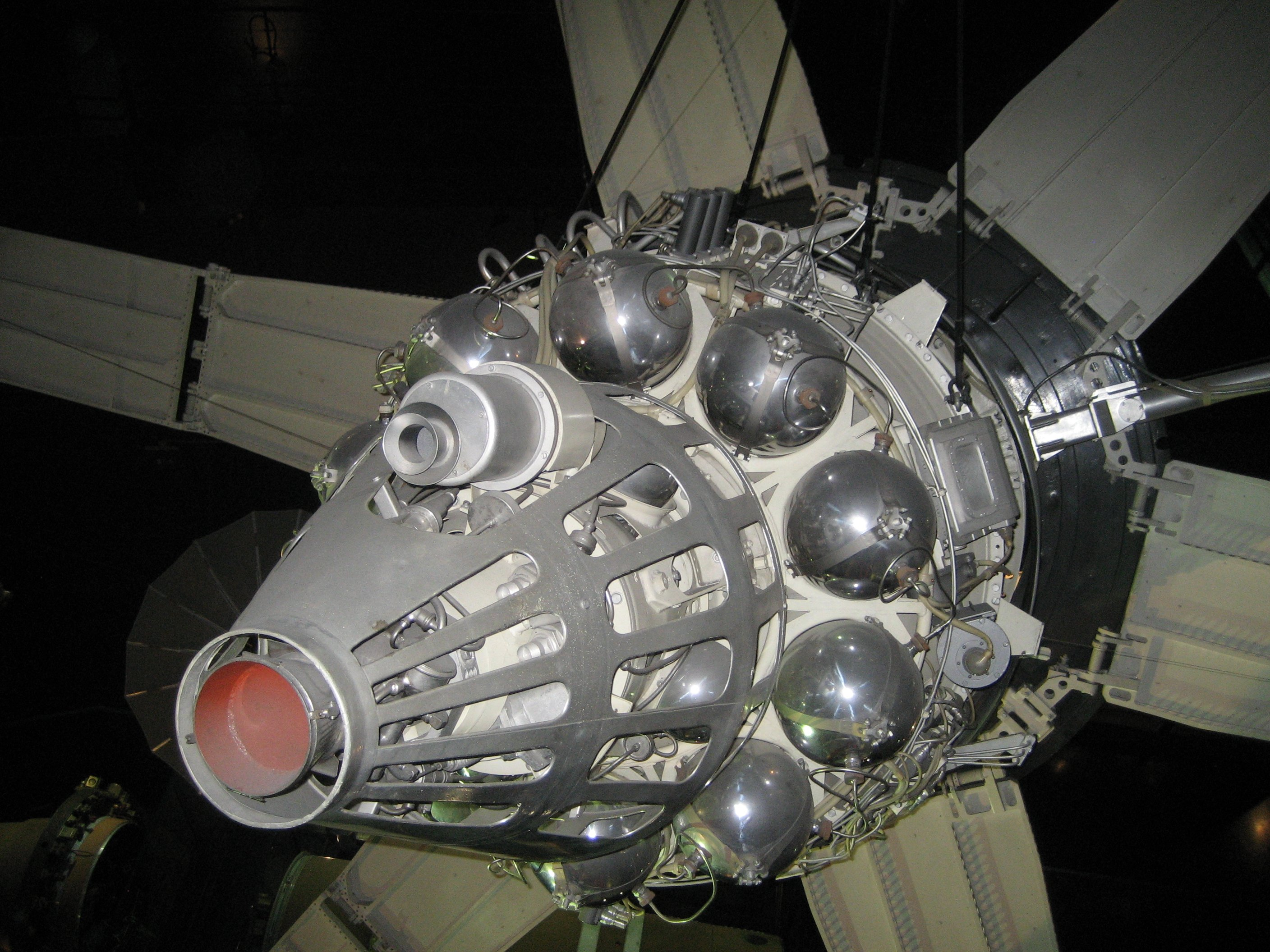
Close do Molnia 1.

O satélite tinha o formato de um cilindro ligado a um cone. A energia elétrica era fornecida por seis painéis solares, produzindo até 1 kW de potência. Um sistema de controle de atitude e correção orbital baseado em motores movidos a combustível líquido, mantinha a estabilidade da espaçonave.
- Massa: 1.650 kg
- Altura: 4,40 m
- Diâmetro: 1,4 m
- Envergadura: 8,20 m
- Empuxo: 1,96 kN
- Impulso específico: 290 s

## Cronologia
O trabalho preliminar no Molnia-1 teve início em 1960. A vida útil estimada inicialmente era de até 2 anos. O desenvolvimento foi completado em 1963.
Os primeiros dois lançamentos, em Janeiro e Junho de 1964, foram mal sucedidos. O primeiro lançamento que obteve sucesso, ocorreu em 14 de Outubro de 1965. Esse primeiro satélite, operou de Janeiro de 1966 a 18 de Fevereiro de 1966, completando 30 horas de trabalho de telecomunicação em 113 sessões. A partir de 1968, o uso operacional dos satélites do tipo Molnia-1 teve início.
A partir de 1974, os satélites Molnia-1 começaram a ser substituídos por uma versão mais moderna e com maior vida útil, o Molnia-3.
O último satélite do tipo Molnia-1, foi lançado em 2 de Setembro de 1975.

## Versões
Até o momento, os satélites Molnia foram lançados em seis diferentes versões.
- Molnia-1 (a partir de 1964)
- Molnia-1+ (a partir de 1967)
- Molnia-1T (a partir de 1970)
- Molnia-2 (a partir de 1971)
- Molnia-3 (a partir de 1974)
- Molnia-3K (a partir de 1997)

Como sucessor de todos os modelos Molnia que ainda estão em uso, foi lançada uma nova geração de satélites chamada Meridian, cujo primeiro lançamento ocorreu em 24 de Dezembro de 2006.